# Talas (rijeka)
Talas (kirgiski: Талас) je rijeka u Kirgistanu i Kazahstanu.
Talas nastaje u Talaskoj oblasti u Kirgistanu i teče na zapad u Kazahstan. Rijeka nastaje na ušću Karakola i Uč-Košoia. Prolazi kroz grad Taraz u Žambilskoj provinciji u Kazahstanu i nestaje u pijesku Mojin-kuma (pješčani masiv u središnjoj Aziji u južnom Kazahstanu.)

## Povijest
Tijekom bitke kod Talasa (nazvanoj po rijeci) 751. godine, kombinirane arapsko - turkijske snage porazile su postrojbe kineske dinastije Tang i zaustavile njeno napredovanje prema zapadu.
Kineski redovnik Xuanzang stigao je tijekom jednog od svojih putovanja na Talas.

## Vanjske poveznice
|  | Zajednički poslužitelj ima još gradiva o temi Talas (rijeka) |